# Construccions de pedra seca I (l'Albi)
Les Construccions de pedra seca I és una obra de l'Albi (Garrigues) inclosa a l'Inventari del Patrimoni Arquitectònic de Catalunya.

## Descripció
Cabana de volta apuntada i asimètrica. Està encarada a l'est i mesura 4'70m. de llarg, per 2'90m. d'amplada i 3'2om d'alçada. Destaca la manera com estan col·locades les pedres que formen la volta, està feta damunt d'unes roques així la construcció fou més fàcil. La porta és d'interés per l'estil del llindar i dels muntants.
Al seu interior hi ha una menjadora per animals i un racó on feien el foc. En un forat a la paret hi ha un armari, al costat del que era el foc.